# Honeycomb Hill Cave
Die Honeycomb Hill Cave ist ein Höhlensystem im Oparara Basin auf der Südinsel Neuseelands.
Der Ōpārara River fließt durch einen Teil der Höhle. Sie liegt etwas mehr als 300 m über dem Meeresspiegel. 2008 wurde zu ihrem Schutz der Kahurangi National Park um 38 Hektar erweitert, die die Honeycomb Hill Caves Specially Protected Area umfassen.

## Entstehung
Das Oparara Basin besteht aus einer 350 Millionen Jahre alten Schicht aus Granit, auf dem sich am Meeresgrund vor etwa 35 Millionen Jahren eine 15 bis 60 m starke Schicht Kalkstein abgelagert hat. Die Deckschicht bildet eine Schicht blaugrüner Schlammstein. Die Höhle selbst entstand in der letzten Million Jahre im Kalkstein als Folge der kombinierten Kräfte von Verwerfungen, Vergletscherung, Änderungen der Höhe des Meeresspiegels und nachfolgende Erosion.

## Entdeckung
Der Zugang zur Höhle über den Honeyflow Stream wurde in der Mitte der 1970er Jahre von den Waldarbeitern Norman Stopforth und Barry Chalmers zufällig entdeckt. 1976 erkundete Buller Caving Group erstmals die Höhle. Seitdem wurde eine Gesamtganglänge von 14 km kartiert.

## Fossilienfunde
In den 1980er Jahren erlangte die Höhle internationale Bedeutung und das National Museum wurde in die weitere Erforschung einbezogen. In der Höhle befindet sich die größte Ansammlung subfossiler Vogelknochen Neuseelands. Gefunden wurden Knochen von 50 verschiedenen, meist ausgestorbenen Arten. Die ältesten Knochen sind über 20.000 Jahre alt. Sie sind wegen der konstanten Temperatur in der Höhle und der ähnlichen Zusammensetzung des Kalksteins der Höhle und der Knochen in sehr gutem Erhaltungszustand. Die Kadaver oder Knochen der Tiere wurden vom Wasser in die Höhle gespült oder die Tiere fielen durch Löcher in der Höhlendecke. Daneben wurden Knochen von Fröschen und Eidechsen und 40 verschiedene Landschneckenarten gefunden.
Unter den Funden sind:
- neun verschiedenen Moa-Arten
- die flugunfähige Neuseeland-Gans (Cnemiornis calcitrans)
- Finschs Ente (Chenonetta finschi)
- Haastadler (Harpagornis moorei)
- Neuseeländisches Blesshuhn (Fulica prisca)
- Neuseeländischer Höhlenschwalm (Aegotheles novaezealandiae)
- Stephenschlüpfer (Xenicus lyalli)
- Kakapo (Strigops habroptilus)
- Lappenkrähe (Callaeas cinerea)
- Takahe (Porphyrio hochstetteri)
- Yellowhead (Mohoua ochrocephala)
- Sturmvögel

## Rezente Flora und Fauna
In den Höhlen lebt die Höhlenspinne Spelungula cavernicola mit einer Beinspannweite von bis 15 cm, die sich vor allem von Höhlenschrecken ernährt. Es kommen auch „Glowworms“ (Arachnocampa luminosa), bioluminiszierende Larven einer Pilzmückenart, vor.
An den Höhleneingängen kommen Moose und Algen vor. Die Gegend um die Höhlen sind von Südbuchen und Steineiben bestanden. Die verrottenden Blätter der Südbuchen geben Tannine frei, die die Gewässer gelblich bis rötlich färben und einen geringen pH-Wert verursachen. Das saure Wasser fördert die weitere Auflösung des Kalksteines.

## Zugang
Die Höhle ist wegen ihrer Unterschutzstellung nur mit Genehmigung oder im Rahmen organisierter Touren zugänglich.

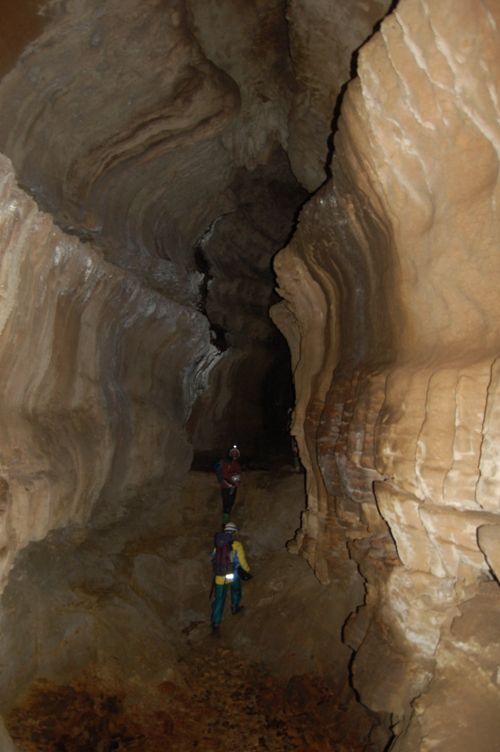
Nahe der Bees knees („Knie der Biene“).
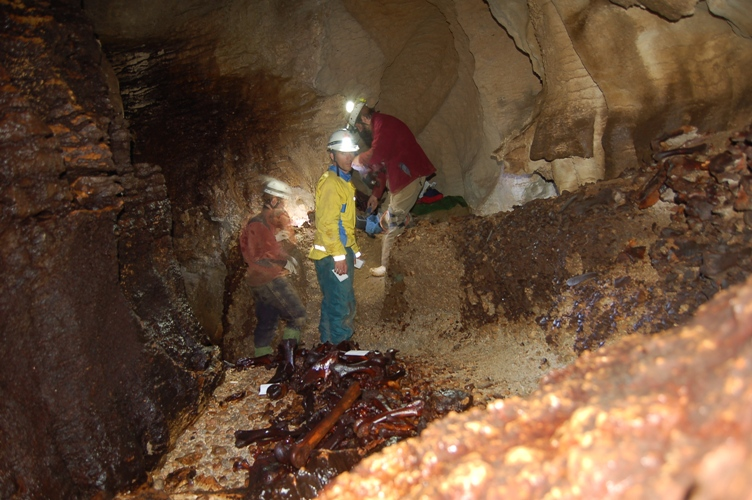
Ablagerung von Moaknochen,
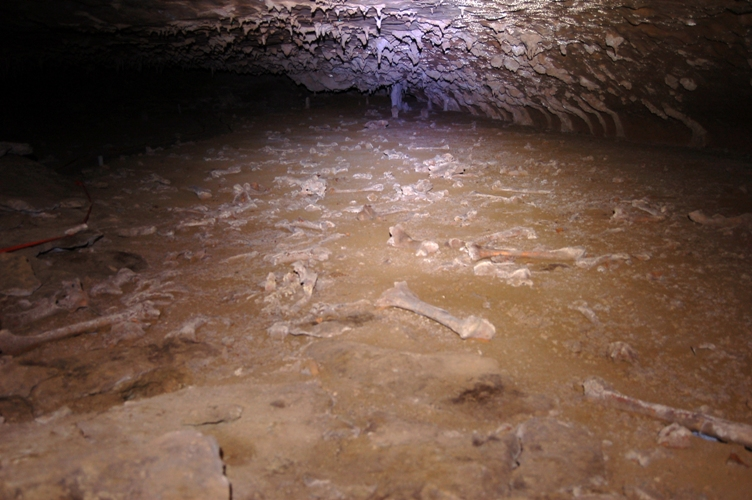
Weitere Moaknochen